# Spoladaster
Spoladaster is een geslacht van zeesterren uit de familie Poraniidae.

## Soort
- Spoladaster veneris Perrier, 1879